# Margot (activiste)
Pour les articles homonymes, voir Margot.
Małgorzata Szutowicz (née en 1995), plus connue sous le nom de Margot ou Margo, est une militante LGBTQIA non binaire polonaise et cofondatrice du collectif Stop Bzdurom. L'organisation se consacre à sauver les jeunes personnes queer des conséquences de la désinformation sur la communauté LGBTQ. Margot est surtout connue pour avoir été arrêtée, étant accusée par la police d'avoir crevé les pneus d'un camion arborant des slogans homophobes utilisés par Fundacja Pro (pl), de l'avoir recouvert de peinture, de s'être opposée physiquement au conducteur et à d'autres militants, et d'avoir décoré des statues à travers Varsovie, dont une de Jésus, avec des drapeaux arc-en-ciel et des masques roses.

## Activisme
Selon l'enquête de Wprost, en juillet 2018, Margot a participé à la peinture au pistolet du Sejm (chambre basse du parlement polonais), et en novembre 2019, elle a protesté contre l'attribution d'un prix à Roman Polański lors d'un festival du film qui se déroulait à l'École nationale de cinéma à Lodź.
Stop Bzdurom (qui signifie en polonais « Stop à l'absurde » ou « Stop au bullshit »),,, qu'elle dirige, est « un collectif radical et queer ». Il a été nommé en réaction à un projet de loi « Stop à la pédophilie », considéré comme anti-LGBT,.
Le 27 juin 2020, un camion appartenant à une fondation anti-avortement, Fundacja Pro (pl), arborant des slogans homophobes et anti-avortement, équipés de haut-parleurs, a été confronté à un groupe de militants de gauche, qui ont crevé des pneus, endommagé un rétroviseur, volé la plaque d'immatriculation et agressé physiquement le conducteur,. Margot a été arrêtée pour coups et blessures le 7 août 2020 et placée en garde à vue pour une durée de deux mois,. Après l'arrestation, divers groupes de personnes ont protesté contre son incarcération, affirmant qu'elle avait des raisons politiques. En conséquence, 48 autres personnes ont été arrêtées lors d'un événement appelé Stonewall polonais (en). Margot avait été détenue dans un centre de détention à Płock, dans le centre de la Pologne. Elle a déclaré à la BBC qu'elle avait seulement tenté d'empêcher le chauffeur du camion de la filmer avec son téléphone portable et qu'elle ne l'avait pas agressé : « J'aurais aimé pouvoir le battre - mais il était trois ou quatre fois plus grand que moi ».

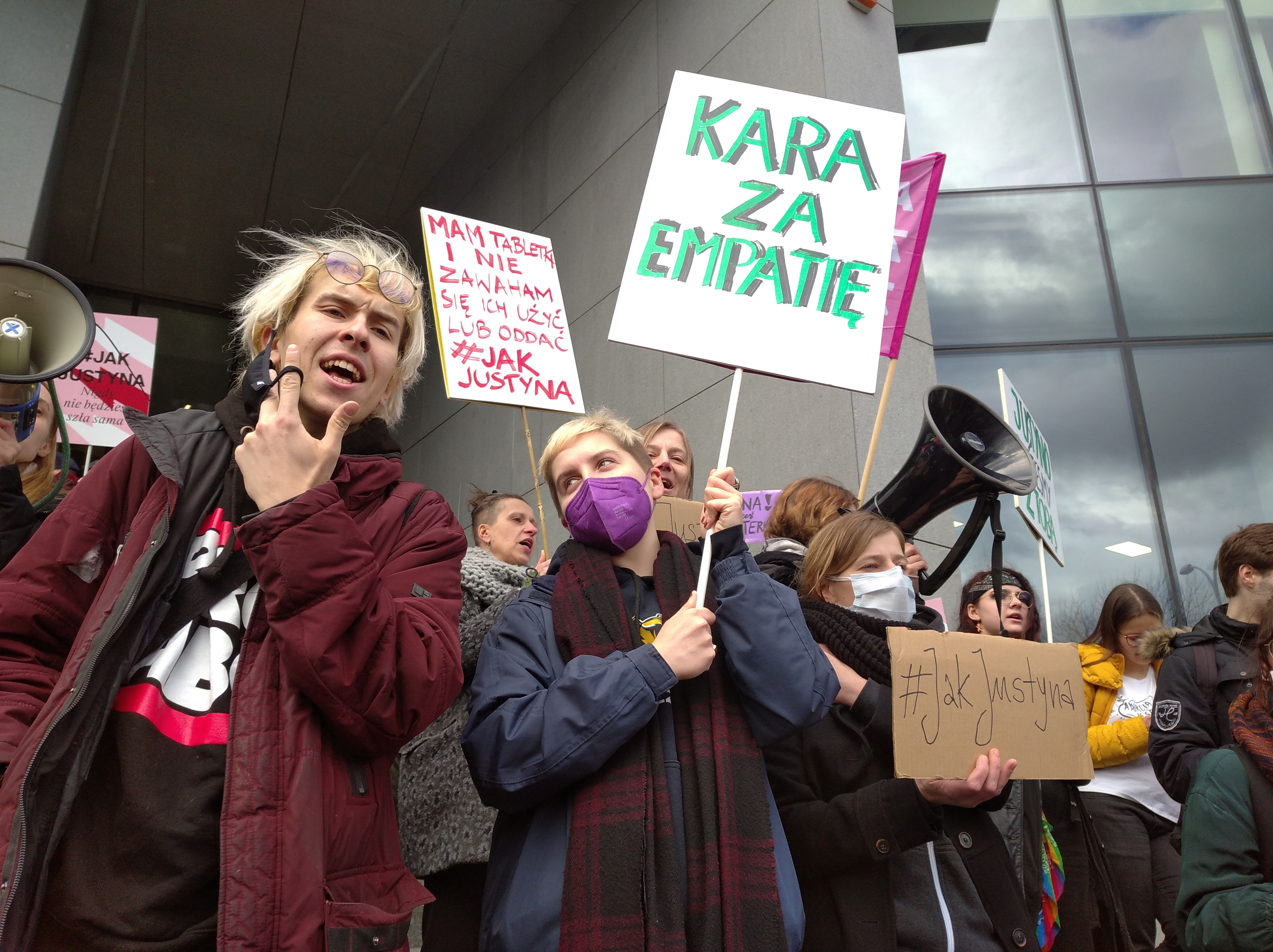
Margot Szutowicz - 2022.

En août 2020, des dizaines d'écrivains, de cinéastes et d'acteurs de divers pays du monde ont signé une lettre ouverte dénonçant l'oppression dont Margot et d'autres militants ont été victimes.  L'activisme de Margot a été critiqué par la vice-présidente du club parlementaire de La Gauche, Monika Pawłowska,  ainsi que par des commentateurs généralement considérés comme des libéraux ou des gauchistes, dont le philosophe Jan Hartman et rédacteur en chef de Newsweek Polska (en), Tomasz Lis,. Margot a été mégenrée par la police polonaise et les politiciens de droite,. Certains médias, tels que Onet.pl et Radio Nowy Świat (pl), ont également utilisé le deadname de Szutowicz. Ce dernier journal a commencé à utiliser le prénom de Margot après une controverse et des menaces par des donateurs de retirer leur soutien. Cela a également conduit à la démission du responsable Piotr Jedliński,.
Le 4 septembre 2020, Margot a été libérée de prison après un recours en justice réussi. Après sa libération, elle a posté une photo levant son majeur et tenant une pancarte indiquant « Pologne, crétin, arrête d'arrêter ma Margot ». Margot, dont la grève de la faim en prison a été réprimée par les autorités, a déclaré qu'elle était prête à reprendre sa grève de la faim et à mourir si cela pouvait contrer l'homophobie polonaise. Le 7 septembre 2020, une manifestation de soutien à Margot a eu lieu devant le monument aux martyrs sur la place du Vieux Marché, à Bydgoszcz.

## Vues
Dans une interview à la BBC en septembre 2020, Margot a expliqué : « Je veux montrer à ma communauté que nous n'avons plus à vivre dans la peur (...) Pendant des années, nous avons demandé des dispositions et une législation minimales qui nous protégeraient - sinon de la discrimination, du moins de la violence physique ». Quant à savoir si la violence était une méthode de résistance valable, elle a répondu : « Les gens qui n'ont pas vécu la vie de la communauté LGBT dans ce pays ne devraient pas nous juger (...) Et personne ne devrait être surpris si nous sommes finalement obligés de prendre les choses en main ».

## Vie privée
Dans une interview accordée à l'édition polonaise de Vogue, Margot a indiqué qu'elle rédige actuellement sa thèse de baccalauréat ès arts (BA) sur l'anarchisme chrétien.
Margot vit avec une femme et entretient une relation polyamoureuse avec elle et un homme trans,. Pendant sa détention, Margot a entamé une grève de la faim et a demandé un Nouveau Testament, déclarant plus tard que le christianisme est une affaire trop sérieuse pour être laissée entre les mains des catholiques polonais. Margot a également déclaré qu'elle est chrétienne.